# محرقة أولاد رياح
محرقة أولاد رياح وتعرف أيضًا باسم محرقة الظهرة أو مجزرة غار الفراشيش، تشير إلى حادثة القتل المنهجي والمتعمد من قبل الاستعمار الفرنسي ضد قبيلة أولاد رياح التي كانت متحالفة مع الشريف بومعزة ودعمها لمقاومته.

## التسمية

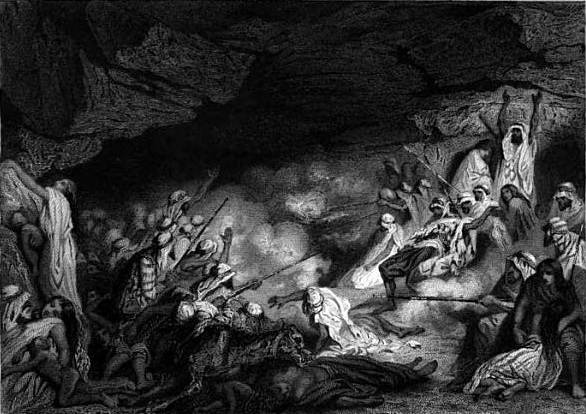
مغارة الظهرة

تسمى هذه الحادثة بمحرقة أولاد رياح كون أن أغلب الضحايا من قبيلة أولاد رياح، بينما التسمية بمحرقة الظهرة نسبة لموقع المحرقة وهو مغارة الفراشيح ولاية مستغانم بسلسلة جبال الظهرة.

## المحرقة
وقعت هذه المحرقة بتاريخ 18 إلى 20 يونيو 1845 ضد قبيلة أولاد رياح مغار الفراشيح بجبال الظهرة، على يد الجيش الفرنسي بقيادة العقيد إيمابل بليسييه الذي تلقى الأمر من الحاكم العام للجزائر روبير بيجو وتضمنت رسالته «إذا لجأ هؤلاء قطاع الطرق إلى مغاراتهم فتصرف معهم مثل تصرف كافينياك بقبيلة صبيح أحرقهم حتى يموتوا كالثعالب»، وذلك بعد أن ساندت قبيلة أولاد رياح وعدة قبائل أخرى الشريف بومعزة خلال مقاومته للاستعمار الفرنسي، بتاريخ 17 يونيو 1845 قام كل من إيمابل بليسييه وأشيل سان أرنو بتعقب أفراد القبيلة، حيث تم محاصرتهم بتاريخ 18 يونيو 1845
داخل مغارة الفراشيح بعد أن لجأت إليها هذه القبيلة بجميع أفرادها شيوخاً، نساءًا وأطفالاً، خلال اليوم التالي تم جمع أكوام الحطب والكبريت والقش وأشعلت النيران في مداخل المغارة لمدة أكثر من 20 ساعة، وفي الصباح وُجد ما بين 760 و1800جثة متفحمة.

## روابط خارجية
- محارق أولاد قبيلة رياح والصبيح - يوتيوب